# Kelly Link
Kelly Link, född 19 juli 1969 i Miami, Florida, är en amerikansk novellförfattare och redaktör. Sedan mitten av nittiotalet har hon publicerat en mängd noveller som till största delen kan kategoriseras som fantasy, science fiction, skräck och magisk realism. Tillsammans med sin man Gavin Grant driver hon förlaget Small Beer Press och redigerade från 2004 till 2008 även den årliga antologin The Year's Best Fantasy and Horror.
Link är flerfaldigt prisbelönad för sina noveller och har bland annat vunnit Hugopriset, Nebulapriset och World Fantasy Award.
Link har valt att göra sina novellsamlingar Stranger Things Happen och Magic for Beginners fritt tillgängliga att ladda ner i elektronisk form genom att släppa dem med en Creative Commons-licens.
På svenska finns Kelly Link representerad med volymerna Fel grav och andra berättelser samt Askungeleken och andra berättelser (i original Pretty Monsters).

### Novellsamlingar
- 4 Stories (chapbook), Small Beer Press, 2000
- Stranger Things Happen,  Small Beer Press, 2001
- Magic For Beginners,  Small Beer Press, 2005, återutgiven av Harcourt, 2005
- Pretty Monsters, Viking, 2008
- Get in Trouble, Random House, 2015
- White Cat, Black Dog, Random House, 2023

### Romaner
- The Book of Love, Random House, 2024

### Antologier
- Trampoline,  Small Beer Press, 2003
- The Year's Best Fantasy and Horror volym 17–21 (med Ellen Datlow and Gavin J. Grant), St. Martin's Press, 2004–2008

### På svenska
- Fel grav och andra berättelser, X Publishing, 2012
- Askungeleken och andra berättelser, X Publishing, 2012